# Gentianella angustifolia
Gentianella angustifolia är en gentianaväxtart som beskrevs av Glenny. Gentianella angustifolia ingår i släktet gentianellor, och familjen gentianaväxter. Inga underarter finns listade i Catalogue of Life.